# 펠튼밭쥐
펠튼밭쥐 또는 발칸소나무밭쥐(Microtus felteni)는 밭쥐속에 속하는 설치류의 일종이다. 알바니아와 그리스, 마케도니아, 세르비아에서 발견된다.

## 특징
꼬리 길이 23~39mm를 제외한 몸길이가 83~105mm이고 몸무게는 16~28g 정도이다. 짧은 귀와 작은 눈을 가지고 있다.

## 분포 및 서식지
세르비아 남부와 마케도니아 서부, 알바니아, 그리스 북서부 지역 등 발칸반도에서 발견된다. 해발 40~2,050m 고도의 농경지와 목초지 등 앞이 트인 개활지에서 서식한다.